# پوش بک

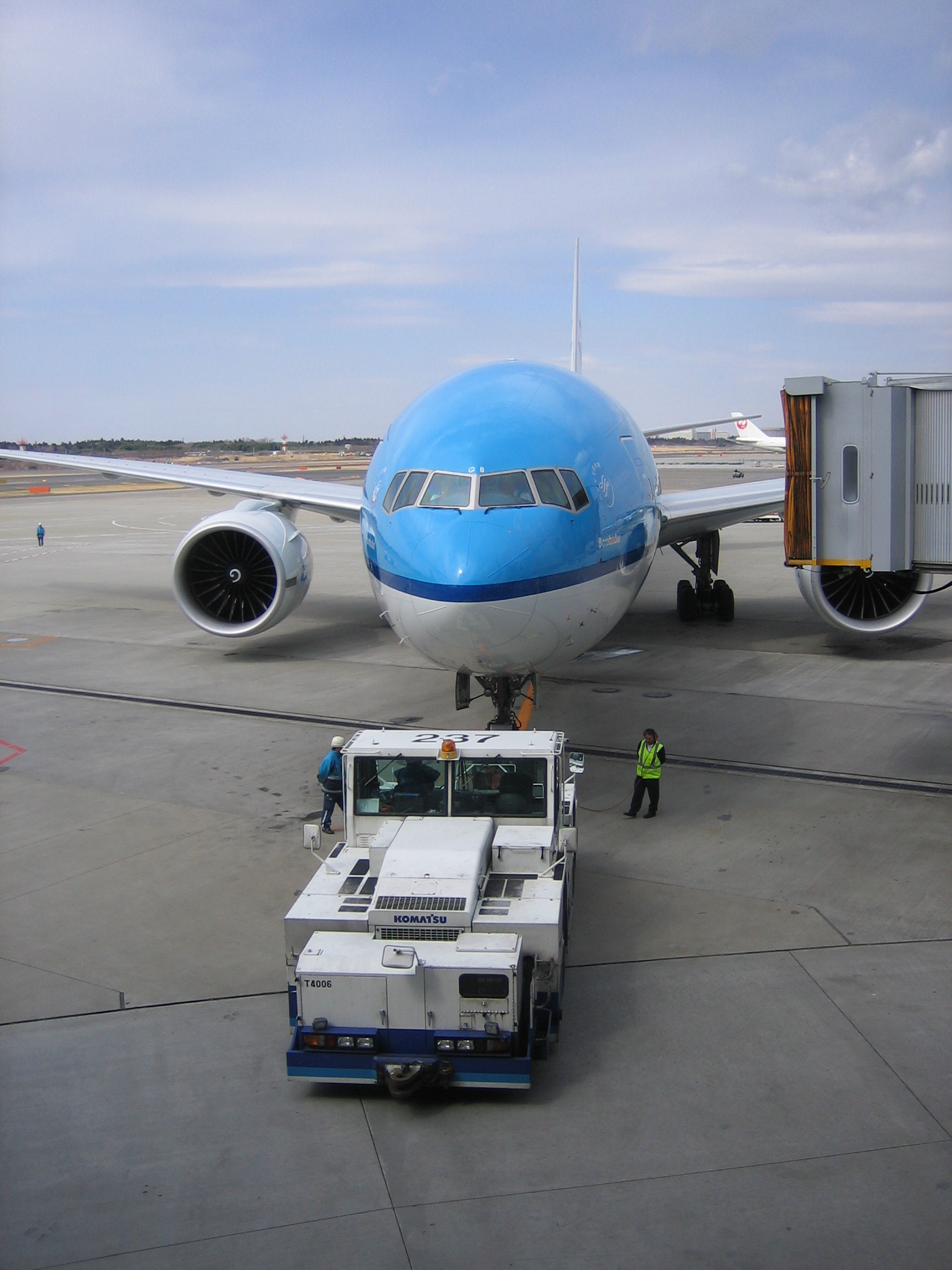
بویینگ ۷۷۷ شرکت هواپیمایی KLM درحال پوش بک شدن توسط پوش بک تراکتور

پوش بک (به انگلیسی: Pushback) در هوانوردی عملیاتی فرودگاهی است که هواپیما به عقب هل داده شده و توسط نیرویی خارجی از گیت فرودگاهی دور می‌شود. پوش بک توسط وسیلهٔ نقلیه‌ای کم ارتفاع و مخصوص که پوش بک تراکتور یا tug  نامیده می‌شود انجام می‌گیرد.
اگرچه بسیاری از هواپیماها قادرند با نیروی معکوس خود (Trust reverse) روی زمین به سمت عقب حرکت کنند اما گل و لای حاصل از نیروی موتور ممکن است باعث خرابی ساختمان ترمینالها یا تجهیزات درون موتور شود. موتورهای نزدیک به زمین با وزیدن باد ماسه وشن را به داخل موتور خود می‌کشند که باعث خراب شدن موتور می‌شود. بنابراین روشی که برای حرکت هواپیما و دور شدن از گیت فرودگاه ترجیح داده می‌شود استفاده از پوش بک تراکتور می‌باشد.

## عملیات
پوش بک‌ها در فرودگاه‌های شلوغ٫ جهت تسهیل حرکت زمینی و با اجازه واحد کنترل زمینی برج مراقبت پرواز انجام می‌شود. اولین اجازه که صادر شد٫ خلبان برای شروع پوش بک با راننده پوش بک تراکتور (یا  کنترل‌کنندهٔ زمینی که در بعضی اوقات کنار هواپیما راه می‌رود) ارتباط برقرار می‌کند. بدین منظور ممکن است یک هدفون نزدیک چرخ دماغه متصل شده باشد.
زمانی که خلبان نمی‌تواند پشت سر هواپیما را ببیند هدایت آن توسط رانندهٔ پوش بک تراکتور انجام  می‌شود نه توسط خلبان. بسته به نوع هواپیما و عملیات هواپیمایی ممکن است یک پین بای پس در چرخ دماغه به صورت موقتی نصب شود که عملکرد کنترل فرمان هواپیما را از چرخها -به منظور هدایت بهتر- قطع می‌کند.
بمحض اینکه پوش بک کامل شد٫ یدک کش جدا شده و پین بای پس برداشته می‌شود. کنترل‌کننده زمینی پین بای پس را پس از جدا سازی به خلبان نشان می‌دهد تا وی را از جدا شدن این پین مطمئن سازد. این عمل بیان می‌کند که عملیات پوش بک به اتمام رسیده و هواپیما می‌تواند با نیروی موتور خودش به تاکسی کردن ادامه دهد.

## تجهیزات

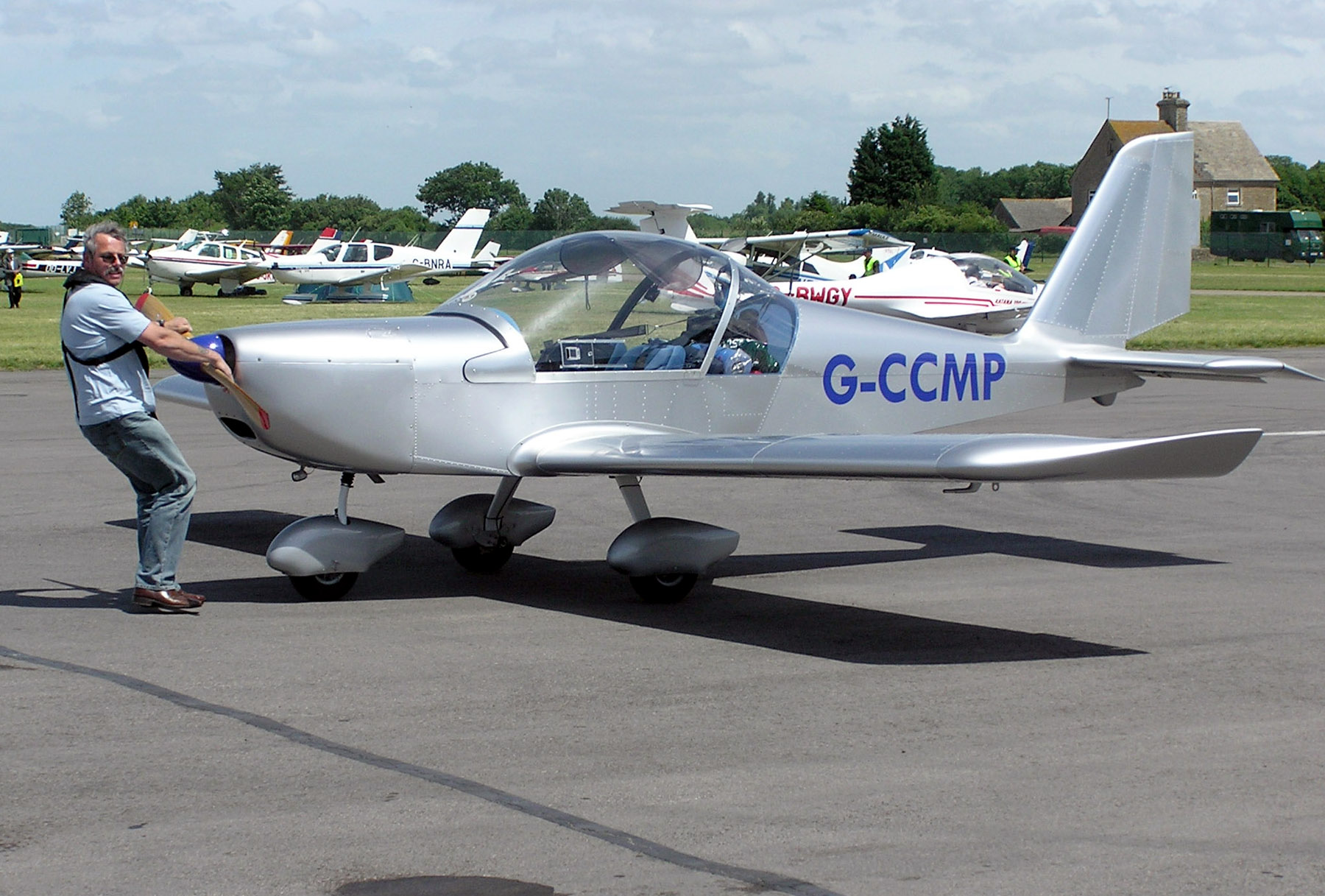
راه حل ساده برای کشیدن هواپیماهای کوچک

هواپیماهای کوچک می‌توانند تنها با نیروی انسانی حرکت داده شوند. هواپیما  توسط چرخ دماغه، ساختمان بال یا حتی  توسط ملخ کشیده یا هل داده می‌شود –این بخش‌ها اینقدر قوی هستند که هوپیما را به پرواز در آورند-. برای دور زدن می‌بایست یک نفر قسمت انتهایی هواپیما را از زمین بلند کرده یا به سمت زمین بر آن فشار بیاورد تا چرخ دماغه یا چرخ انتهایی از زمین بلند شده و گردش هواپیما با دست راحت‌تر ممکن شود. روش کم زحمت تر دیگر شامل اتصال  یدک کشی کوچک به چرخ دماغه یا چرخ انتهایی است که به عنوان دست گیره یا  اهرم محکم برای هدایت هواپیما عمل می‌کند. این روش، صدمات احتمالی وارده به ملخ هواپیما را کاهش می‌دهد. ترکیب ساختار این یدک کش‌ها معمولاً از آلومینیومهای کم وزن می‌باشد  که می‌توان آن‌ها را در هواپیما نیز جا داده و حمل کرد. نوع دیگر یدک کشهای کوچک دارای چرخ‌هایی تحت نیرو هستند که حرکت هواپیما را تسهیل می‌بخشد. این چرخها با موتوری شبیه موتور ماشینهای چمن زنی یا باتری راه انداز دریل الکتریکی تغذیه می‌شوند. باید توجه داشت که نیروی این گونه یدک کشها برای هواپیماهای کوچک، بسیار زیاد است.

### تراکتورها و یدک کش‌ها

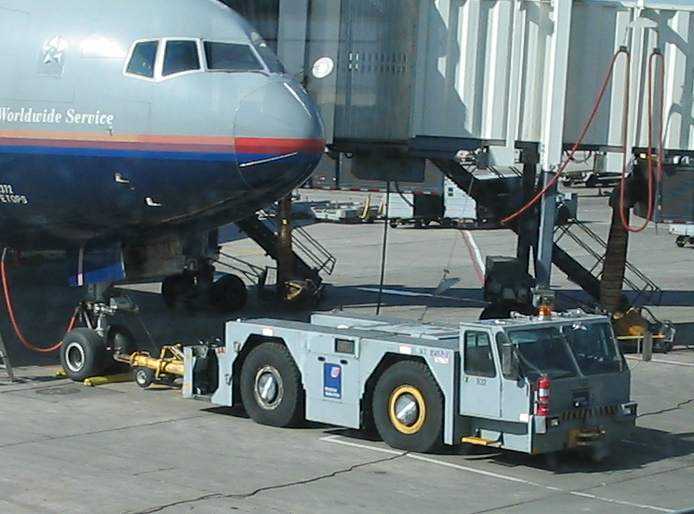
تراکتور معمولی متصل به بویینگ ۷۷۷

هواپیماهای بزرگ با نیروی دست به حرکت در نمی‌آیند و برای این کار نیاز به  یدک کش و تراکتور است. تراکتورهای  پوش بک  از طراحی کم ارتفاع برای قرارگیری بهتر زیر دماغه هواپیما بهره می‌برند. برای  کشش کافی تراکتور باید سنگین بوده و در بعضی اوقات قابلیت افزودن وزنه‌های اضافی را نیز داشته باشد. تراکتورهای متداول مورد استفاده برای هواپیماهای بزرگ وزنی تا ۵۴تن (۱۲۰هزار پوند) را دارند. غلباً در بعضی مدل‌ها کابین راننده توانایی بالا رفتن به منظور تسهیل در دید هنگام عقب کشیدن هواپیما و کوتاه‌تر شدن به منظور قرار گرفتن کامل در زیر هواپیما را داراست. دو نوع پوش بک تراکتور وجود دارد: بوش بک تراکتورهای معمولی و تراکتورهای بدون یدک کش(TBL).
تراکتورهای معمولی از میلهٔ اتصال (یدک کش) برای متصل کردن چرخ دماغه هواپیما به تراکتور استفاده می‌کنند. یدکش کش به صورت افقی به چرخ جلو محکم می‌شود و توانایی حرکت ارام در چهار جهت را به خوبی دارد. در انتهای دیگر٫ آن‌ها به تراکتور وصل می‌شوند و یدک کش به‌طور آزادانه روی محور افقی و عمودی حرکت می‌کند. در این روش یدک کش مانند یک اهرم بزرگ  که چرخ دماغهٔ هواپیما را میچرخاند عمل می‌کند. هر مدل هواپیماها بسط یدک کش مخصوص به خود را دارد بنابراین یدک کش شبیه یک تطبیق دهنده بین پین استاندارد هواپیما و پین موجود روی تراکتور نیز عمل می‌کند. یدک کش باید به اندازه کافی طویل باشد تا تراکتور را از هواپیما دور نگه داشته و از برخورد آن به هواپیما جلوگیری کند و همچنین امکان گردش هواپیما را به سادگی فراهم سازد. یدک کش‌های سنگین مورد استفاده برای هواپیماهای بزرگ بر روی چرخ‌های خودشان حرکت می‌کنند. چرخ‌ها به مکانیزم هیرولیکی وصل شده‌اند که می‌تواند در هنگام کشیدن هواپیما٫ چرخهای هواپیما و پوش بک تراکتور را در یک ارتفاع یا در هنگام هل دادن٫ چرخهای یدک کش را بالاتر ببرد. یدک کش‌ها قابلیت نصب در جلو یا عقب  تراکتورها  را دارند که بسته به عملیات هل دادن یا کشیدن مورد نظر است.

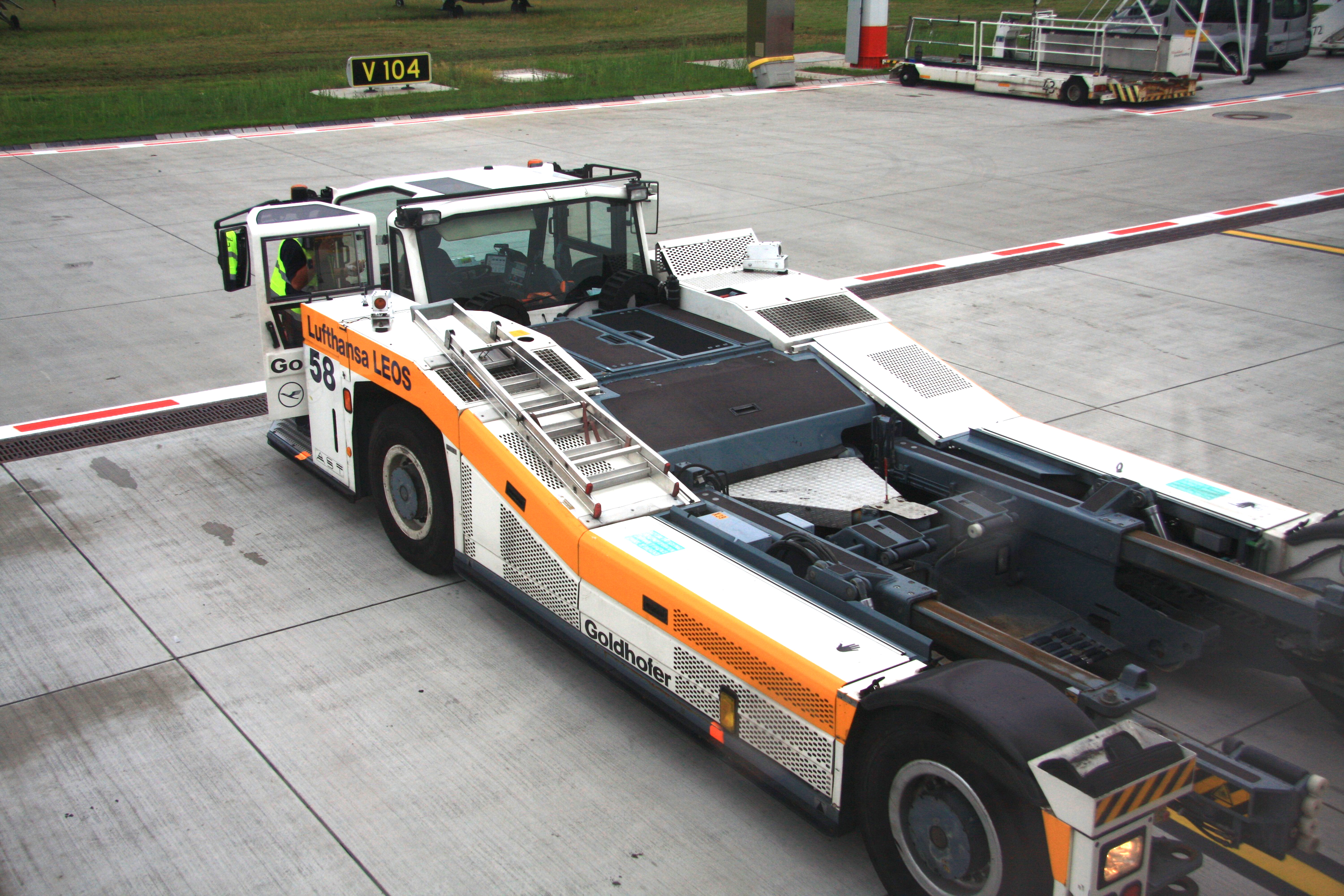
تراکتورهای بدون یدک کش

همچنین یدک کشها یک پین برشی دارد. پین برشی از جدا شدن هواپیما از تراکتور جلوگیری می‌کند -هنگامی که این پین تحت فشار شدید باشد به راحتی شکسته می‌شود تا یدک کش را از هواپیما جدا کرده و مانع از صدمه رسیدن به هواپیما و تراکنور شود-.
تراکتورهای بدون یدک کش (TBLها) از یدک کش استفاده نمی‌کنند. آن‌ها چرخ دماغه را از زمین بلند می‌کنند و به تراکتور اجازه کنترل کردن مستقیم هواپیما را می‌دهد. این روش کنترل هواپیما را راحتتر٫ سریعتر و بدون نیاز به وجود خلبان در هواپیما میسر است. مزیت اصلی یدک کش‌های بدون رابط سهولت و سادگی آن می‌باشد. با حذف یدک کش ها٫ عملگرها از نگهداری تعداد زیادی یدک کش خلاص شده‌اند. همچنین عملیاتهای فیزیکی و راهنمایی‌های مورد نیاز هنگام استفاده از تراکتورها در این روش حذف شده و اموزش استفاده از آن‌ها نیز آسانتر است. با اتصال مستقیم یدک کش به دماغه هواپیما –اتصال بدون یدک کش-  عملگر یدک کش مانور٫ کنترل و پاسخ دهی بهتری دارد. این مورد بزرگترین مزیت در هوانوردی عمومی است. جایی که عملگرها برای جابجا کردن هواپیماهای بیشتری مورد نیازند (با تنوع بیشتری از هواپیما) در فضایی کوچکتر و محدودتراز فضایی مشابه در شرکتهای هواپیمایی.
تولید کنندگان تراکتورهای الکتریکی بدون رابط٫ پیشنهاد تولید مدلی داده‌اند که توانایی جابجا کردن هر هواپیمایی از کوچکترین آن‌ها با یک موتور تا هواپیماهای عظیم‌الجثه، هواپیماهای باربری نظامی و جت‌های تجاری را داده‌اند. فقط یدک کش‌های تخصصی  نیاز به گستره وسیعی از هواپیما را داشته‌اند. بسیاری از یدک کش‌های بدون رابط به عنوان تطبیق دهنده استفاده می‌شوند که می‌توانند بسیاری از هواپیماهای  واحد را حرکت دهند. اکثریت هواپیماها نیاز به تطبیق دهنده ندارند و می‌توانند بدون هیچ تنظیمات یدک کشی خاصی حرکت کنند. در مقایسه با یدک کش‌های معمولی٫ که اغلب  یدک کش‌های عمومی نامیده می‌شوند که نیاز به تنظیم کردن برای بسیاری از انواع هواپیماها می‌باشد.

### تراکتورهای رباتیک
شرکت هوانوردی اسراییلی Lahav تراکتورهایی نیمه رباتیک ساخته‌است که به آن‌ها تاکسیبوت (Taxibot) گفته می‌شود. این تراکتورها می‌توانند هواپیما را از گیت ترمینال به محل مخصوص برخاستن برده یا هواپیما را پس از فرود به گیتهای ترمینال بازگردانند. این تاکسیبوتها استفاده از موتور هواپیما را به هنگام تاکسی کردن حذف کرده و این عمل توانسته میلیونها دلار هزینه سوخت را برای شرکتهای هواپیمایی ذخیره کند. تاکسیبوتها توسط خلبان و از داخل کابین توسط کنترلهای خاصی قابل کنترل هستند.

## نگارخانه

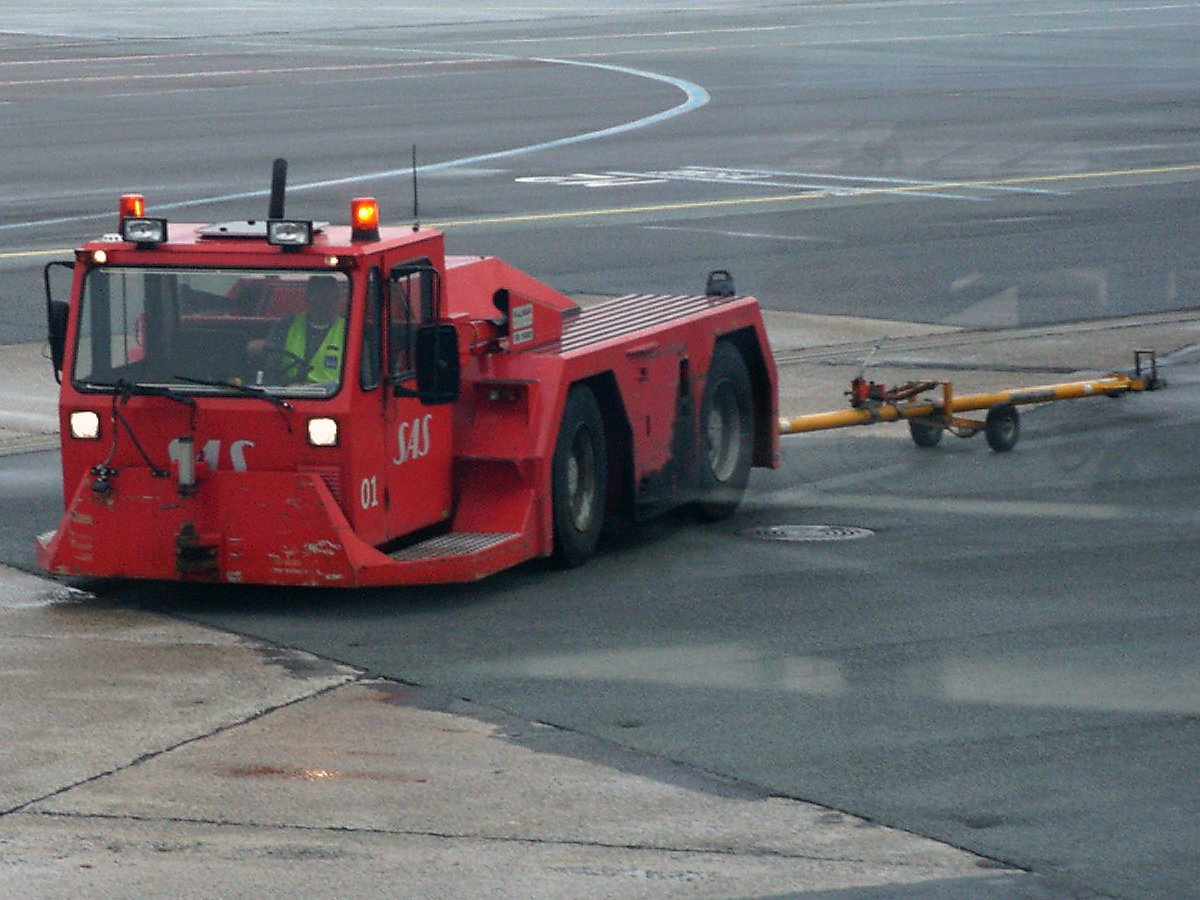
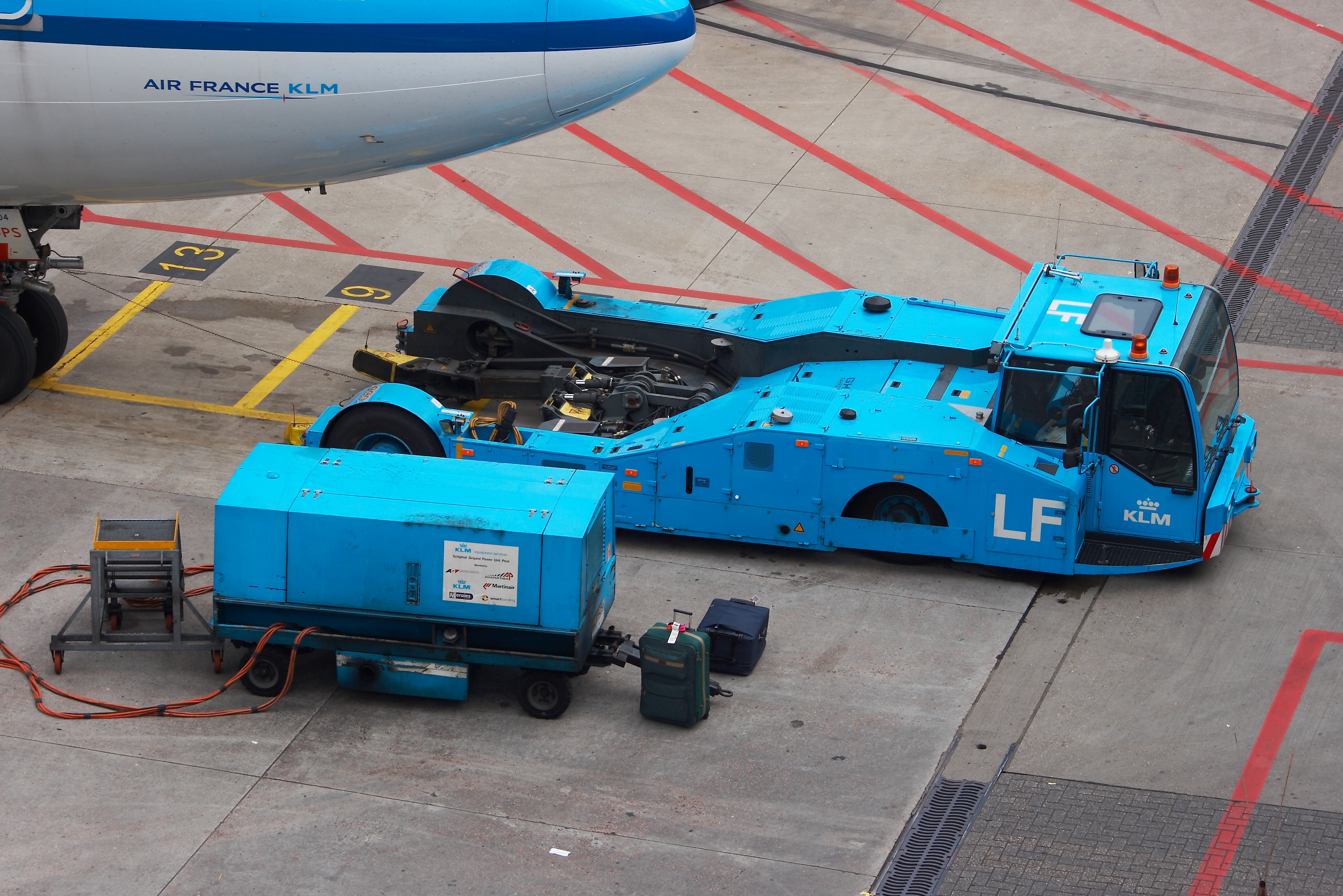
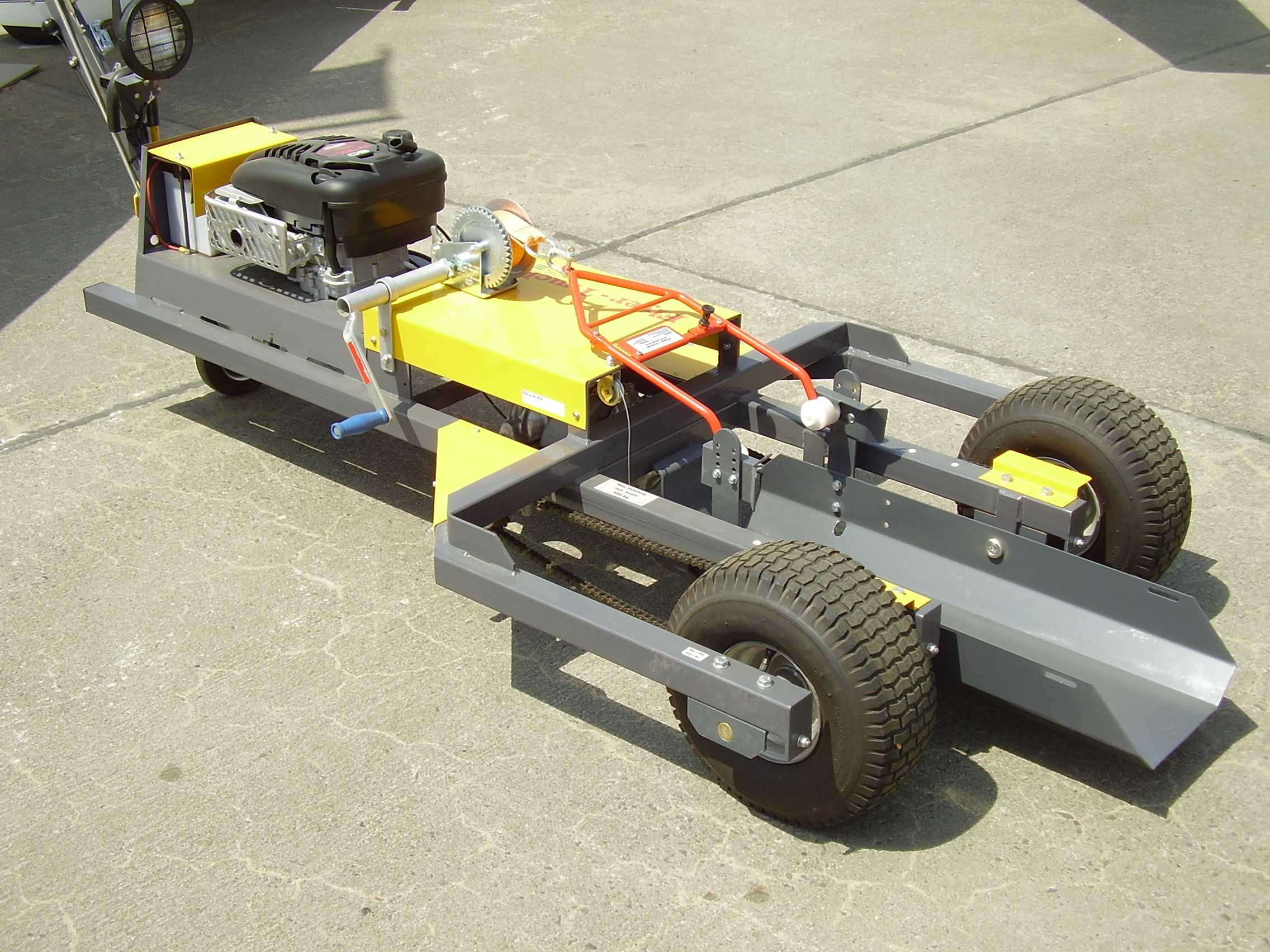
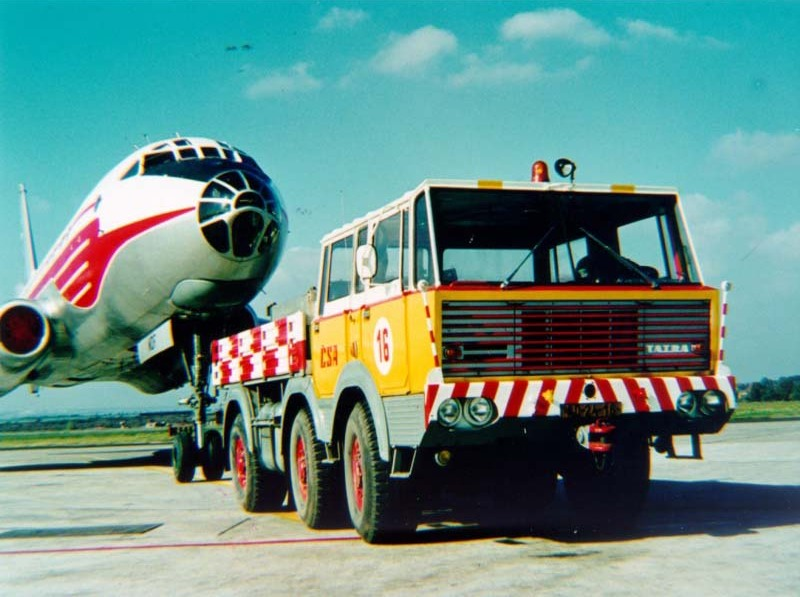
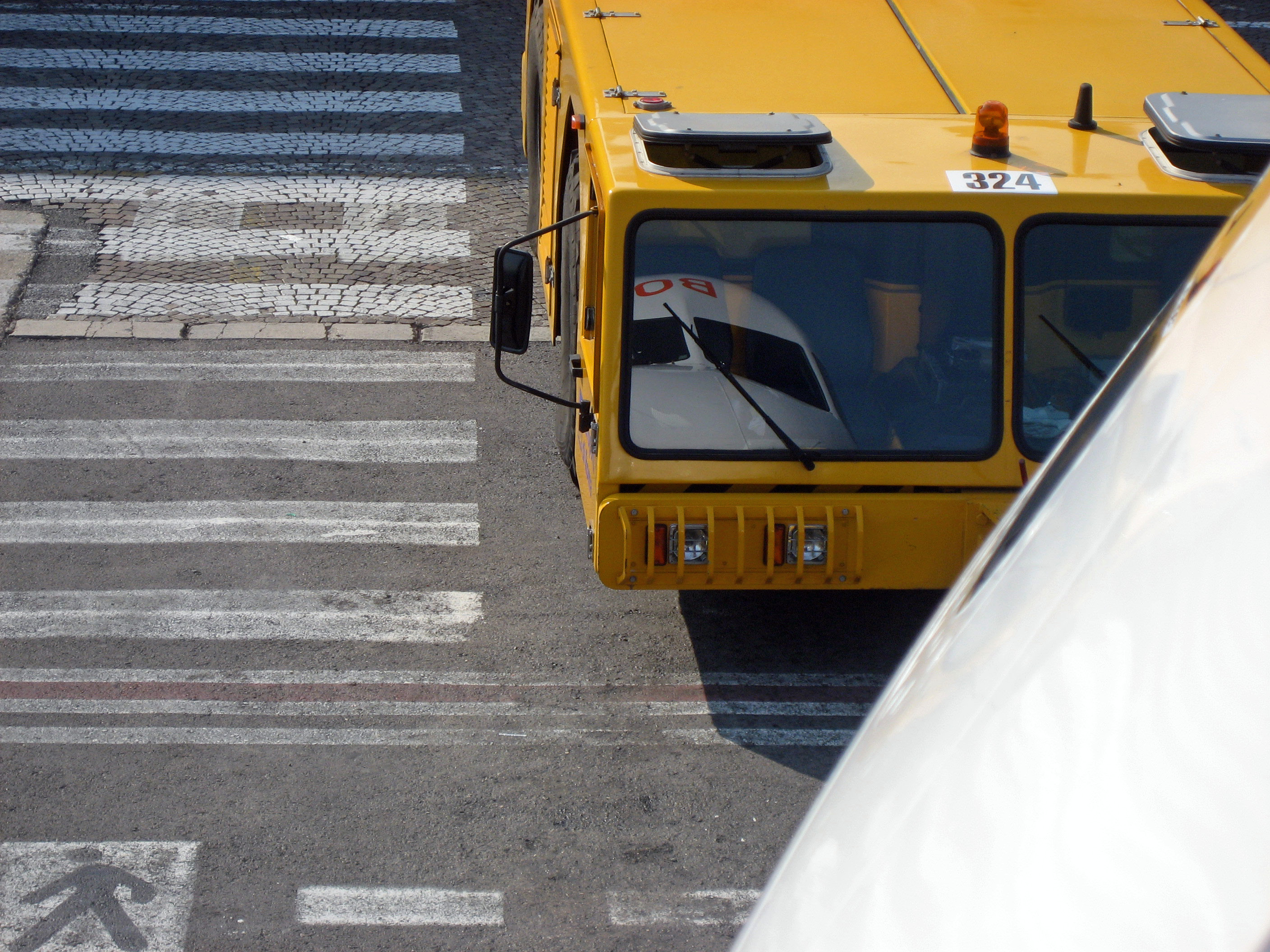
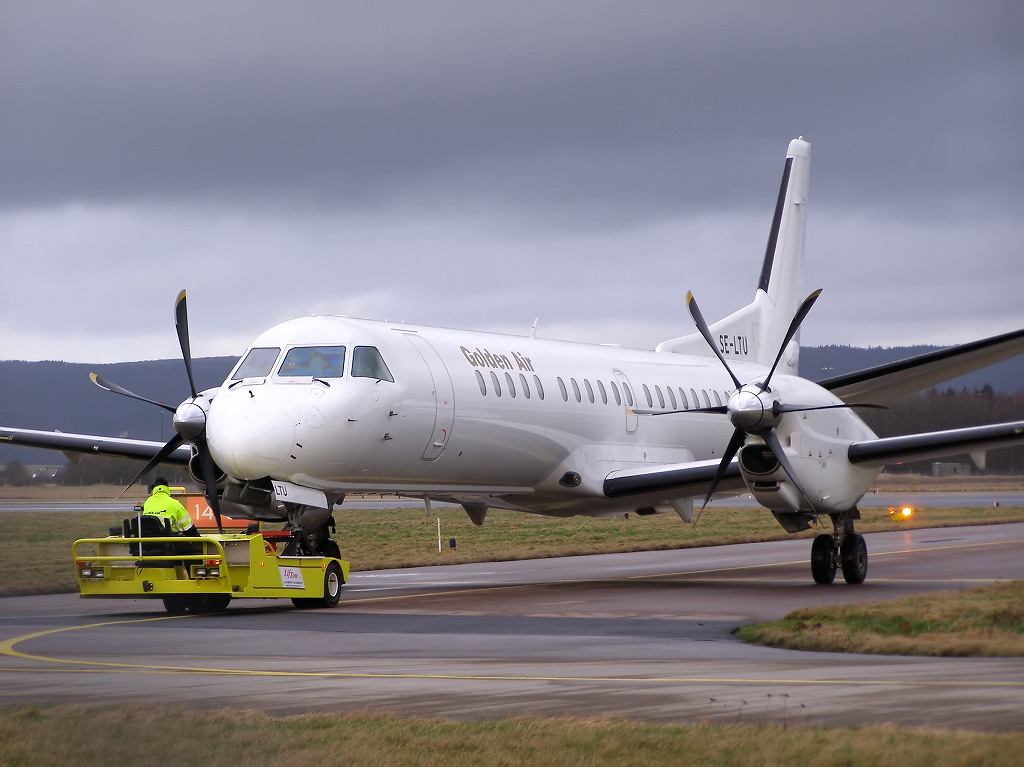